# Боян (українське співоче товариство в Сіднеї)
Українське співоче товариство «Боян» (англ. "Boyan" Ukrainian Musical Society) — українське співоче товариство в Сіднеї, засновано 15 вересня 1951 з метою пропагувати українську, зокрема хорову, музику в Австралії та обслуговувати українську спільноту Сіднею.

## Історія
Першим на терені Сіднею був організований хор в 1949 під назвою «Український Національний Хор». Його мистецьким керівником був Маркіян Струк. З незалежних причин хор припинив свою діяльність в 1951 році. Вкоротці виникла потреба на існування хору на великому терені Сіднею. Голова Громади (Нова Південна Валія) Сідней, Др. Євген-Юрій Пеленський запросив до комітету для організації хору Тараса Фіґоля, Ярослава Микитовича, Володимира Майківського і Павла Лопату.
Основуючі збори скликано на 15 вересня 1951 року і зареєстрували двадцять двох хористів, прийнято статут Товариства і назву хору — Українське співоче товариство «Боян». Обрано управу хору і контрольну комісію.
За цей час дириґентами хору були: Тарас Фіґоль (1951—1952), Володимир Майківський (1952—1953), Василь Матіяш (1953—1982), Петро Деряжний (1982—1986).
Хор «Боян», переживає перерву від 1986—1989, хористи Бояна співали в хорі при Старшому громадянству в Сіднею, головою його був Олександер Корженівський, дириґенткою Таїса Тарас.
Хор «Боян» відновив свою діяльність в 1989, дириґенти Таїса Тарас (1989—1992), Тарас Фіґоль (1992—2001).
Хореографом танків була Наталія Тиравська (1963—1980). Заступниками дириґентів: Володимир Островський, Ярослав Микитович, Зіна Мороз-Котко, Микола Бараняк, Петро Деряжний. Адміністратором танцювальної групи був Орест Кошарич (1963—1980). Ансамблем бандуристів керував, Григорій Бажул (1950—1960), Акомпаніаторами обох чоловічого і мішаного хорів були Ерна фон Джованелі, Ляриса Лукянчук, а також Кляра Скрипченко, Віктор Терпак, Віктор Буряк, Рос Кембель-Еді і Олександра Бучацька.
Керівники малих оркестр були панове: Павло Плужник, Іван Джуфер, Павло Намурен, Ігор Кляйберт, Борис Спесивий, Микола Бараняк Солістами обох хорів були пані Зіна Мороз-Котко, Марія Суховерська, Валя Спесива, Валя Кулик, Валентина Юрчук, Соня Соболевська, Лідія Мішук, Ярослава Микитович, Галя Куцик, Нуна Кармазин, Христина Менцінська, Марта Менцінська, Валя Берегуляк, Галина Гродзіцька, Ніла Деряжна, Валентина Коваль, Софія Бардич, Тамара Черрі, панове Семен Мойсієнко, Карло Ігнатюк-Іннес, Володимир Рихтовський, Іван Качуровський, Володимир Островський, Ростислав Теодорович, Василь Кармазин, Микола Живолуб, Роман Рішко, Отто Пишек, Василь Ферстей, Степан Хвиля, Валерій Ботте, Зеновій Менцінський, Василь Гладкий, Сергій Цимбалюк, Павло Стеценко, Теодор Глива, Евген Коцюмбас, Андрій Білинський.
У влаштовуванні національних святкувань часто були запрошені гості з доповідями: проф. Михайло Німців, Анатолій Жуківський, Дмитро Нитченко, прот. Іван Шевців, Юрій Денисенко, Др. Галина Кошарська, Степан Куніцькии, Богдан Подолянко, Микола Свідерський.
У влаштуванні національних святкувань запрошувались гості-рецетатори: Остап Луцький-Марко, Анатолій Жуківський, Клава Фольц, Валя Кравченко, Христина Хіцяк, також брали участь членки хору: Уляна Подригуля, Катерина Атаманюк.
Декорації сцен при влаштуванні концертів і академій здійснювали Евгенія Козьолковська, Юрій Голобродський, Петро Кравченко, Борис Спесивий, Степан Крук, Петро Цимбалюк, Павло Чудакевич.
Добродії Хору «Боян»: Фундація ім. Любомира Склепковича, Українська кредитова спілка «Дніпро», Українська кредитова спілка «Карпати», Фундація українознавчих студій в Австралії, Тарас Суховерський, Юрій Федорів, Іван Фітяк, Микола Соболевський, Сергій Цимбалюк, Павло Чудакевич.
Пресові рецензії про виступи обох хорів — «Бояна» писали в українській пресі: Василь Онуфрієнко і Омелян Бучацький, в «Голосі» Громади-Сідней, в англійській мові дописував др. Володимир Мотика.
Строї проектували і шили: Олена Ванчицька, Наталія Тиравська, Володимир Рудий, Таїса Тарас і Валя Спесива.
Концерти-виступи хору, Танцювального ансамблю і гуртка бандуристів ім. Гната Хоткевича були в честь: Тараса Шевченка, Лесі Українки, Івана Франка, Миколи Леонтовича, Миколи Лисенка, Олександра Кошиця, Свята Державности, Дня Героїв, Свята Матері, Вечору колядок, Свята УПА, відзначення Крутів, базару і інші.
Найбільш визначним, наймогутнішим і престижнішим концертом обох хорів був концерт виконаний в честь Їх Еміненції Кардинала, Достойного Гостя, Духовного Батька Йосипа Сліпого в жовтні 1968. Рівно ж було могутнім виконання кантати Миколи Лисенка «Б'ють пороги» на відзначенні десятиріччю хору «Бояну», ноти для оркестри розписав Степан Куніцький.

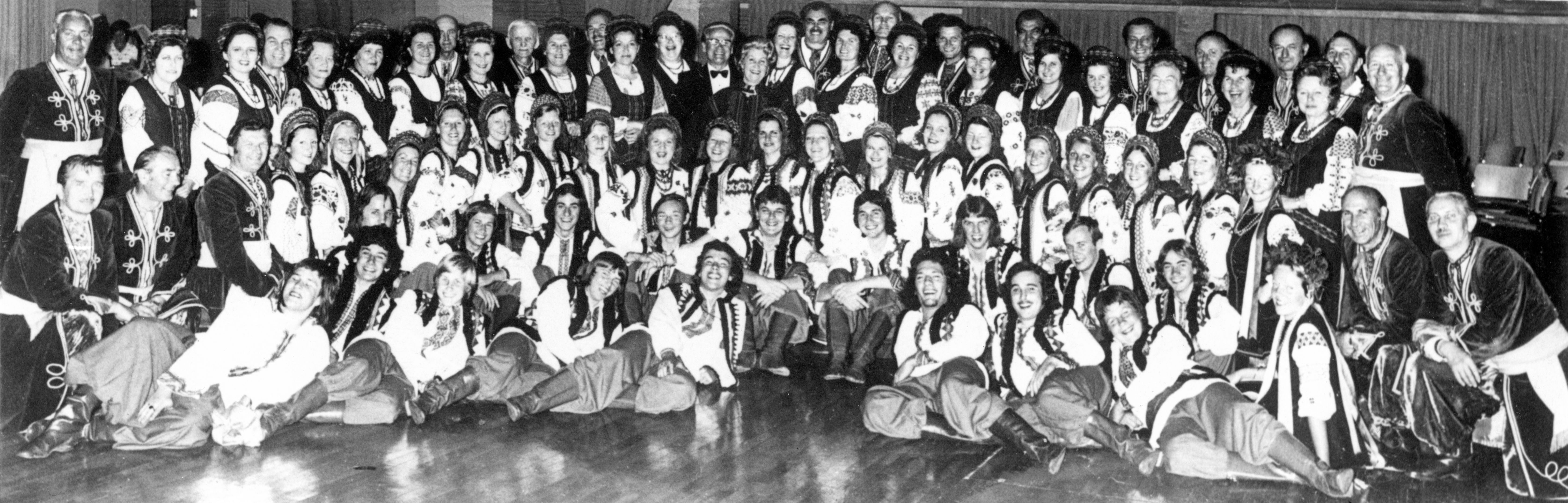
Хор «Боян» під керівництвом Василя Матіяша, і «Український Народний Балет» — мистецький керівник і хореограф — Наталя Тиравська. Фото: під час Шелл Національного фольклорного фестивалю в 1974 р. Сідней, Австралія.

На запрошення хор брав участь з найкращими мистцями Австралії у концерті на фонд призначений на будову Сіднейської опери, а в 1973 році в день її відкриття Українське співоче товариство «Боян», подарувало Сіднейській опері від хору і від українців в Австралії бандуру, з написом «Боян і українці в Австралії».
Найщасливіший виступ хору в Сіднеї це був виступ 24 серпня 1991 в честь Проголошення незалежності української держави. В 1992 році злучилися два сіднейські хори, а саме: Українське співоче товариство «Боян» і Український хор «Сурма», і прийняли нову назву, «Український національний хор Боян-Сурма». Диригент: Тарас Фіґоль, фортепяновий супровід: Лариса Лук'янчук, головою «Сурми» була Валя Кулик.
Хор також награв кілька платівок, як історію про досягнення української діаспори Астралії на майбутнє, а саме: чотири платівки на лейбл «Cosmopolitan» (власник Анатолій Мірошник), одну на «Columbia Records», одну на «Viking», рівно ж касетку пісень хору, дві останні виготовив приятель Бояна звукоінженер Юрій Мішалов (батько бандуриста Віктора Мішалова).

## Каденції голів «Бояна»
- Павло Лопата (1951—1953, і 1955—1958)
- Володимир Островський (1953—1955)
- Ярослав Микитович (1958—1959)
- Ростислав Теодорович (1959—1972)
- Степан Крук (1972—1974)
- Павло Чудакевич (1974—1979, 1989—2001)
- Сергій Цимбалюк (1979—1984)
- Юрій Сивак (1984—1989)

Секретарював, довголітній Ярослав Чаплинський, скарбниками були: Володимир Загородний і Степан Крук.